# Гаушка, Винценц
Винценц Гаушка (нем. Vinzenz Hauschka, собственно Гоушка, чеш. Vincenc Houška; 21 января 1766, Мис, Австрийская империя, ныне Стршибро, Чехия — 13 сентября 1840, Вена) — австрийский композитор, дирижёр и виолончелист чешского происхождения.
Сын школьного учителя и органиста Таддеуса Гаушки (1740—1807). Получил от отца первые уроки игры на скрипке и фортепиано, затем пел в хоре мальчиков Собора Святого Вита в Праге, обучаясь при этом теории и композиции у Антонина Лаубе и Йозефа Зегера. Далее стал брать уроки виолончели и уже после года занятий был принят в придворную капеллу графа Йозефа фон Туна. После смерти графа в 1788 году Гаушка отправился в гастрольную поездку по различным германским странам и в итоге обосновался в Вене, где получил профессиональное образование как счетовод и поступил на государственную службу в канцелярию, занимавшуюся вопросами дворянского имущества, — эта должность обеспечила ему знакомство с любителями музыки из высшего света. По инициативе императрицы Марии Терезы Гаушка в 1807 году был привлечён к участию в придворных концертах, а однажды в замке Перзенбойг сыграл струнный квинтет вместе с императором Францем II, графом Меттернихом, видными придворными графом Врбной и бароном Кучерой и композитором Йозефом Эйблером. С момента создания в Вене Общества друзей музыки был его активным членом, в 1816 году занял пост казначея, в 1817—1825 гг. дирижировал концертными программами Общества, в 1825—1832 гг. возглавлял действовавшую при Обществе певческую школу (будущую Венскую консерваторию). Известен ряд писем Людвига ван Бетховена к Гаушке, выдержанных в игриво-приятельском тоне.
Гаушке принадлежит ряд сочинений для виолончели, а также для баритона, на котором он много играл начиная с 1805 года, а также хоровые произведения, песни.